# The Legend of Zelda: The Minish Cap
The Legend of Zelda: The Minish Cap (ゼルダの伝説 ふしぎのぼうし, Zeruda no Densetsu: Fushigi no Bōshi) é um jogo eletrônico desenvolvido pela Capcom e Flagship, com supervisão da Nintendo da série The Legend of Zelda e foi lançado para o Game Boy Advance em 2004 no Japão e na Europa e em 10 de janeiro de 2005 no Estados Unidos e Austrália.
Ezlo, uma espécie de Picori, (criatura pequena mágica) acaba sendo vítima de uma maldição de Vaati após o mesmo roubar o Capuz Minish de Ezlo, Vaati o transforma em um capuz falante, e liberta o mal selado pela Espada Picori, seu objetivo como Link é libertar o Reino de Hyrule e salvar a princesa Zelda do poder que Vaati roubou ao lado de seu amigo capuz falante.
O capuz pode ser utilizado para diminuir o tamanho de Link e, assim, ele pode atravessar locais que seria impossível em seu tamanho normal.  O título fez parte do pacote de vinte jogos disponibilizados gratuitamente aos "embaixadores" do Nintendo 3DS, que haviam comprado o console antes do corte de preço, e pôde ser baixado, exclusivamente por eles, a partir de 16 de dezembro de 2011. Em junho de 2014, o título foi disponibilizado no Virtual Console do Wii U
The Minish Cap foi bem recebido entre os críticos. Foi nomeado o 20º melhor jogo do Game Boy Advance em um artigo da IGN americana e foi selecionado como Jogo do Ano por alguns veículos de jogos.

## Enredo
O jogo conta a origem de Vaati, o antagonista de Four Swords e Four Swords Adventures, e a Four Sword, a espada que faz Link se dividir em até quatro cópias. Muitos anos antes dos eventos de The Minish Cap, uma raça de seres minúsculos, os Minish (também conhecidos Picori) ajudaram a salvar Hyrule ao entregar a um garoto uma roupa verde, brilho dourado e a épica espada denominada Picori Blade para derrotar uma ameaça que surgira. O povo agradeceu aos Minish e começaram a realizar, uma vez por ano, o "Festival dos Minish".
A história começa com a Princesa Zelda levando seu melhor amigo Link para a centésima edição do festival - onde em tese a porta para o mundo dos Minish se abre. Um homem misterioso chamado Vaati, que venceu o concurso de espadachins do festival, quebra a espada dos Picori, e com seus poderes mágicos infesta Hyrule de monstros e petrifica Zelda. O rei de Hyrule pede a Link para entrar em contato com os Minish para ver se eles podem ajudar a quebrar a maldição da  Zelda.
Em sua viagem, Link salva Ezlo, um ser parecido com um capuz que decide acompanhá-lo em sua viagem. Depois se descobre que Ezlo era um mago Minish que ficou com essa forma após ser traído por seu aprendiz, Vaati - que pegou um gorro mágico feito por Ezlo que concedia desejos, feito para os Hylians e se transformou em um poderoso feiticeiro  com a intenção de destruir Hyrule. Ezlo ajuda Link a se miniaturizar em portais para o mundo Minish - que vão desde tocos de árvores a estruturas especiais  - em busca de um modo de consertar a espada Picori e derrotar Vaati.